# Bjarebyite
La bjarebyite è un minerale appartenente al gruppo omonimo.